# Cité Foch

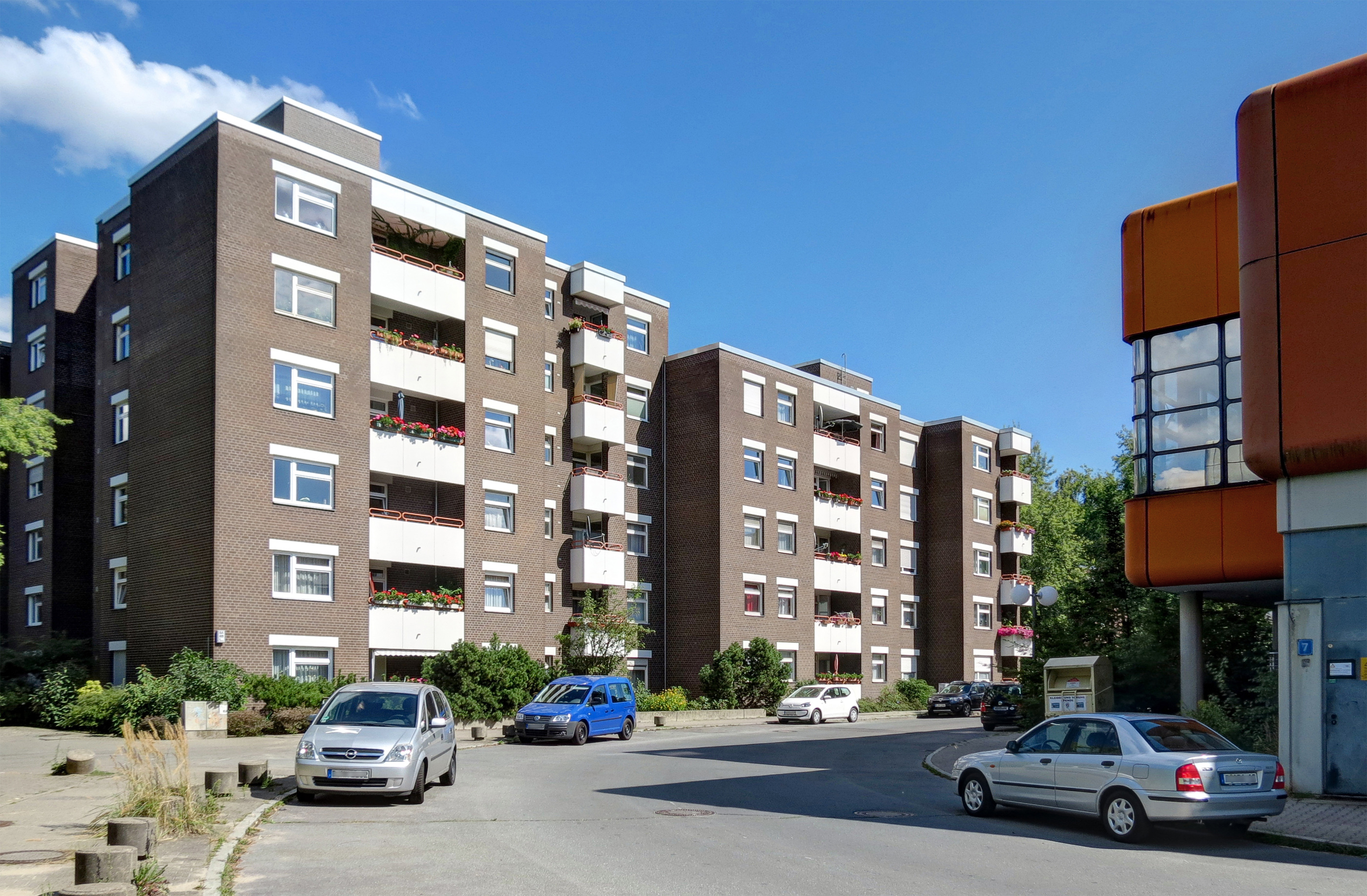
Des immeubles sur l'avenue Charles-de-Gaulle.

La cité Foch est un grand ensemble situé à Wittenau dans l'arrondissement de Reinickendorf à Berlin en Allemagne. Les noms des rues et des bâtiments ont été conservés en français par les autorités allemandes après la Réunification.

## Géographie
La cité a été construite entre 1952 et 1976 pour loger les forces françaises à Berlin et leurs familles. Elle s'étend sur 47 hectares. Elle est délimitée au nord par le ruisseau Packereigraben, à l'ouest par le parc Steinberg, au sud par la voie ferrée de la ligne Tegel-Friedrichsfelde et à l'est par la rue Jean-Jaurès (Jean-Jaurès-Straße) et la rue Cyclope (Cyclopstraße).

## Histoire

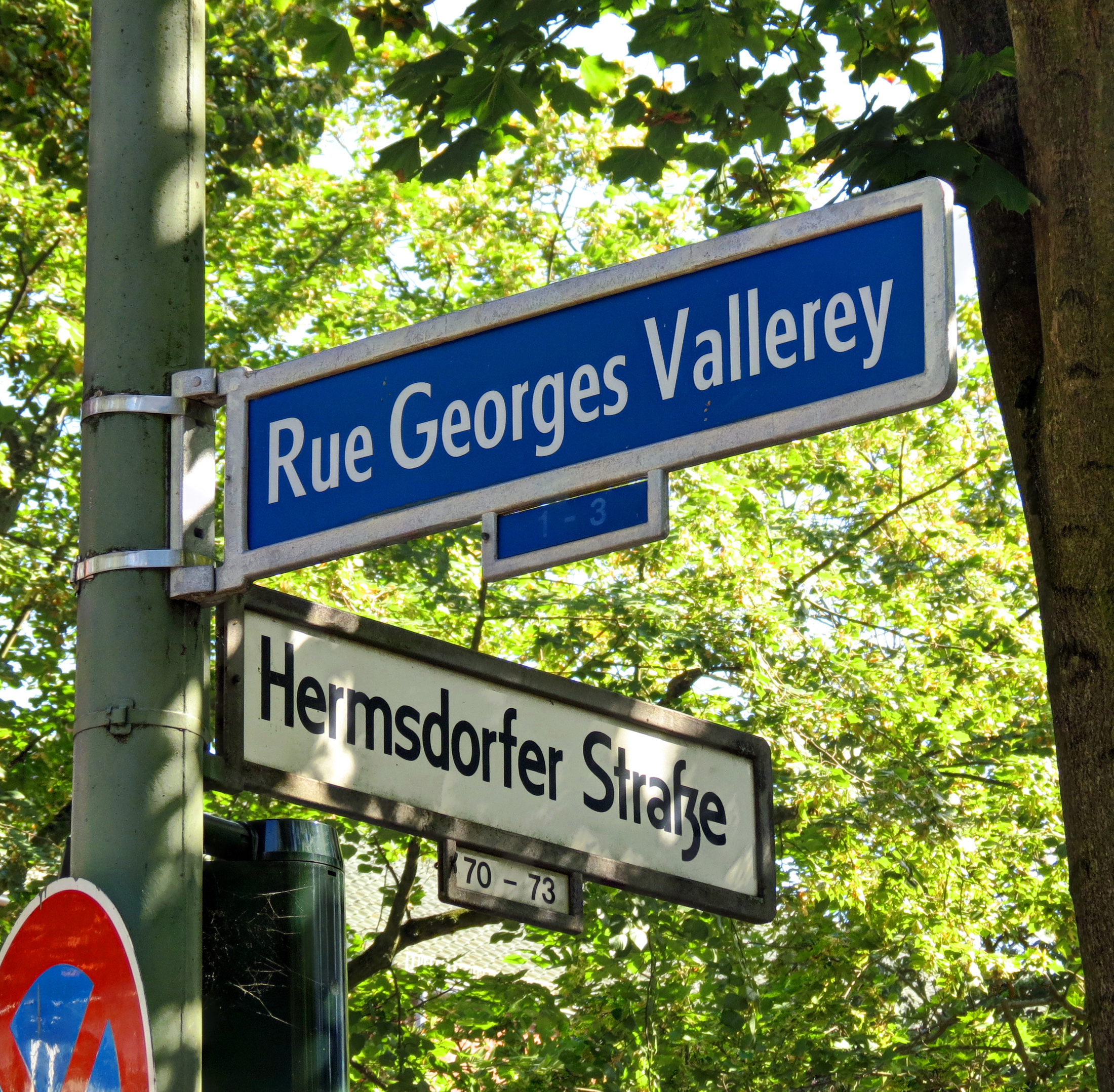
Panneaux odonymiques en français et en allemand dans la cité Foch.

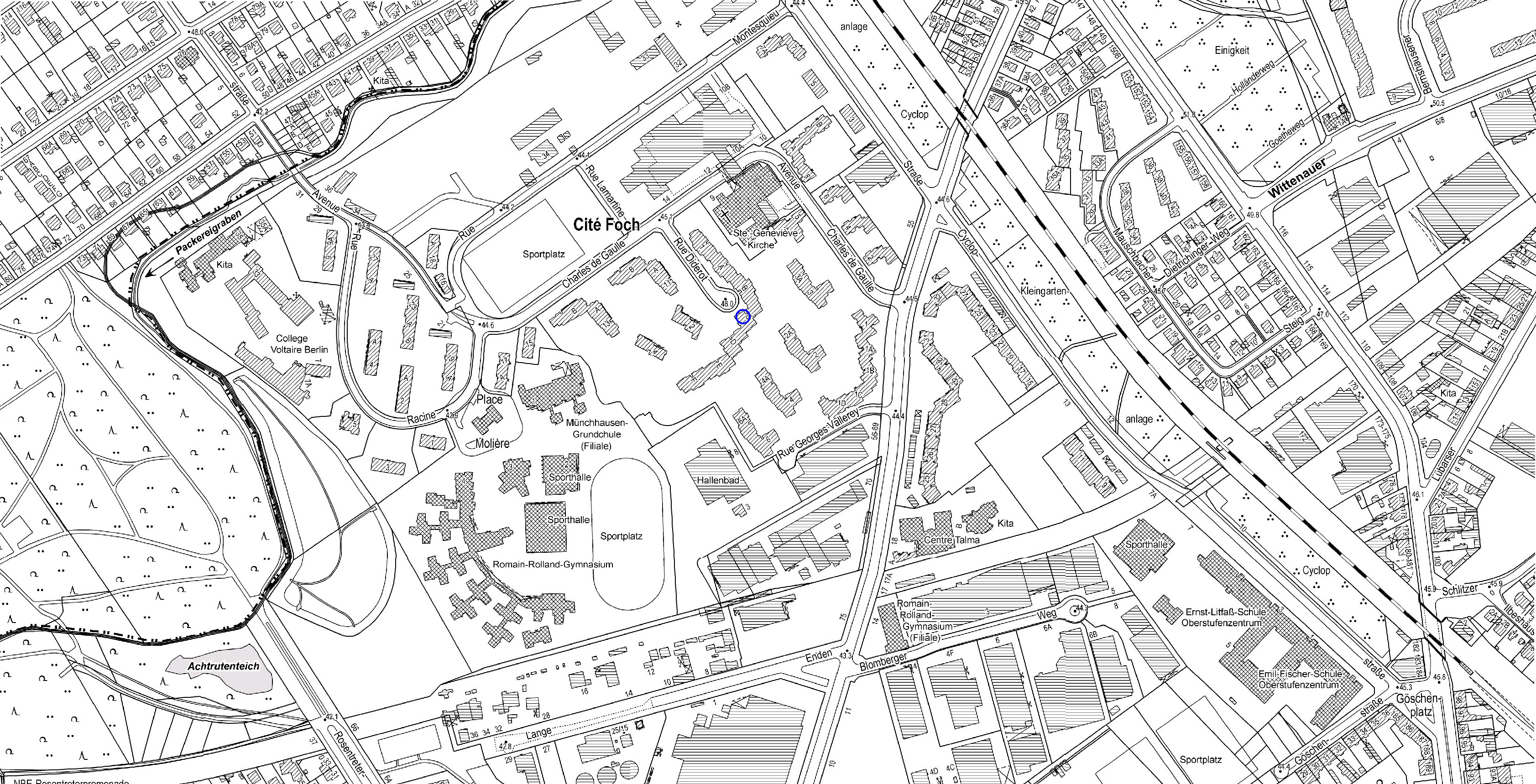
Plan de la cité.

La cité s'appelait initialement Cité Tucoulou avant de prendre son nom actuel en hommage au maréchal Ferdinand Foch. Elle est devenue une des plus grosses cités françaises de Berlin, avec 785 appartements répartis dans 80 immeubles. C'est en 1991 que les logements ont accueilli le plus de résidents avec environ 2600 personnes.
À la réunification allemande, la cité est confiée à la Bundesanstalt für Immobilienaufgaben (« organisme fédéral de l'immobilier »). Au début des années 2000, la cité était menacée de devenir une ville fantôme. À la construction, les normes d'urbanisme allemandes n'avaient pas été respectée par les architectes français, ce qui posait des problèmes de maintenance des immeubles par les autorités allemandes. Les logements avaient également été conçu pour des troupes militaires et non pas pour des locataires privés. Par exemple, les logements étaient très grands et les bâtiments ne respectaient pas les distances de sécurité allemandes avec les bâtiments industriels voisins. Toute la cité, les bâtiments comme la voirie, était à la charge du même organisme fédéral, alors qu'il y a dans le reste de la ville un partage entre terrain public et terrains privés. Le manque d'entretien et les loyers trop élevés ont poussé les locataires à progressivement abandonner les lieux. 
Dans les années 2000, la Bundesanstalt für Immobilienaufgaben décida de débloquer les fonds pour rénover les bâtiments. Le taux de vacance est passé de 33 % à 7 % de 2007 à 2012,.

## Bâtiments publics
- Le collège Voltaire au 33, avenue Charles-de-Gaulle, a déménagé vers Berlin-Tiergarten en 2010.
- L'école primaire Victor Hugo au 4, place Molière, est équipée d'un complexe sportif et d'un restaurant scolaire. L'école a été convertie en lycée sous le nom Lycée Romain Rolland (Romain-Rolland-Gymnasium).
- Le centre commercial au 9—14, avenue Charles-de-Gaulle, a été vendu à un investisseur privé en 1998. Il était abandonné depuis 2006 et a été détruit en 2016.
- L'église Sainte-Geneviève est désaffectée et devrait être également détruite.